# Makkum (Súdwest-Fryslân)

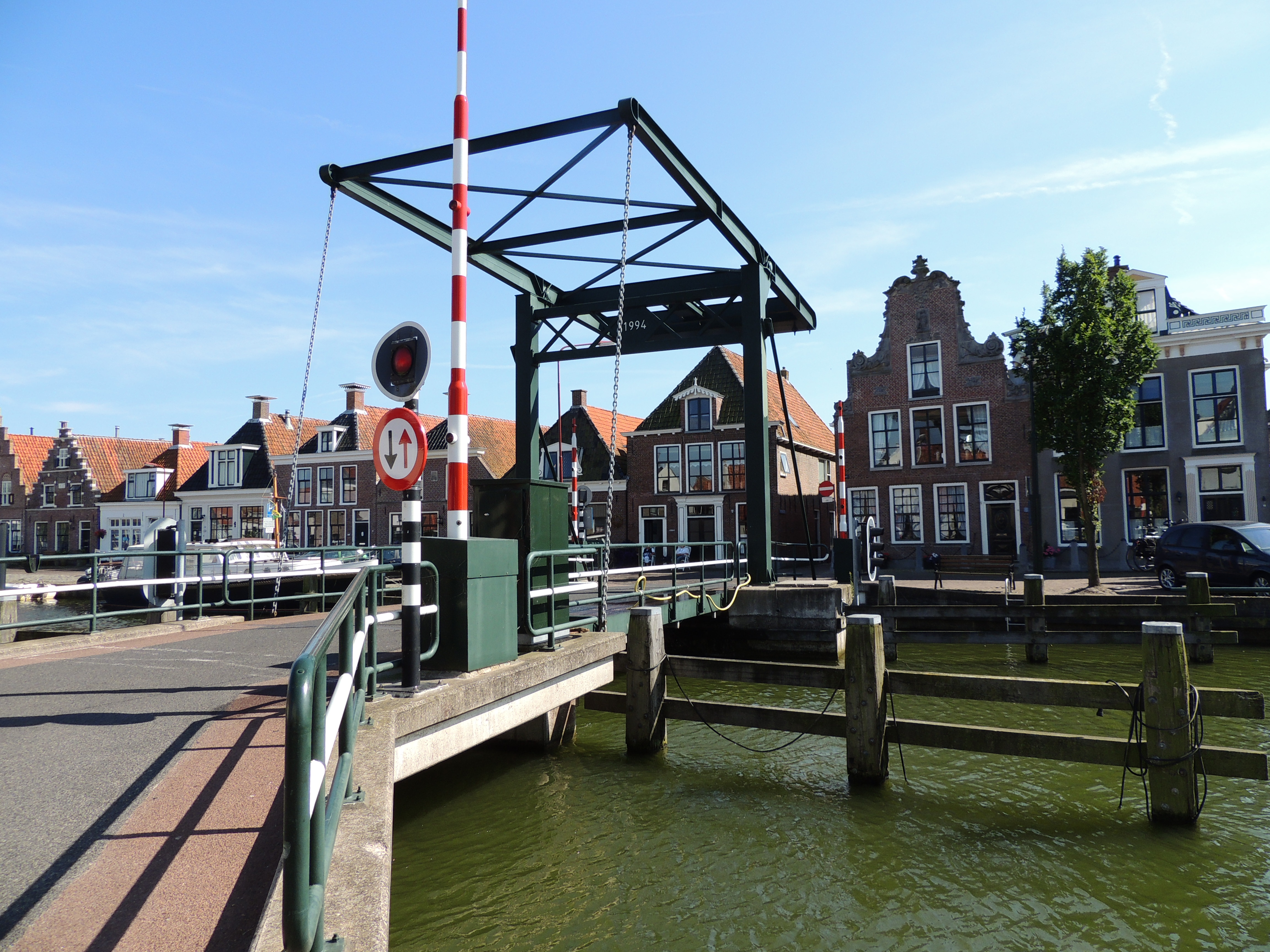
Edifici storici di Makkum

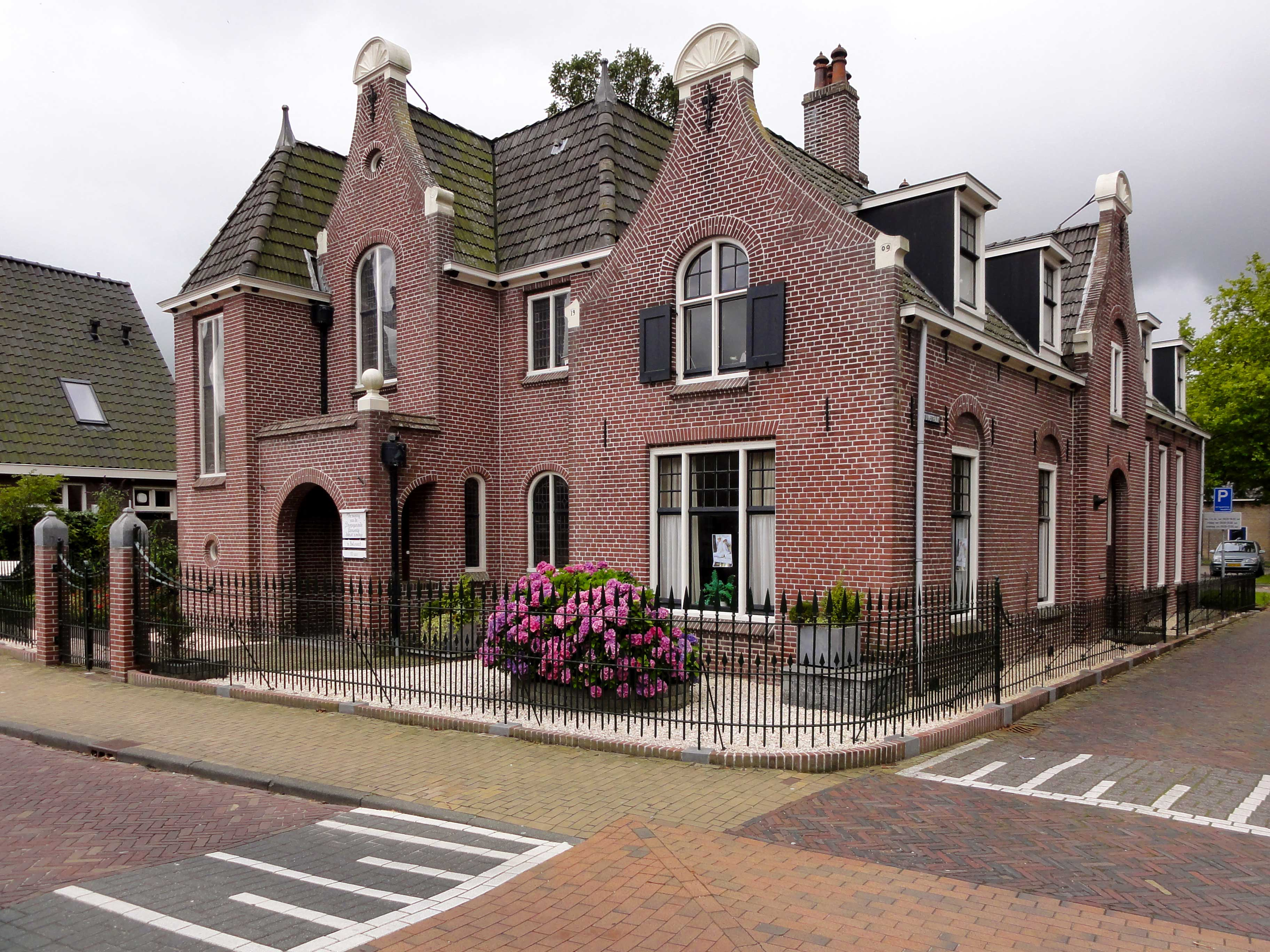
Chiesa a Makkum

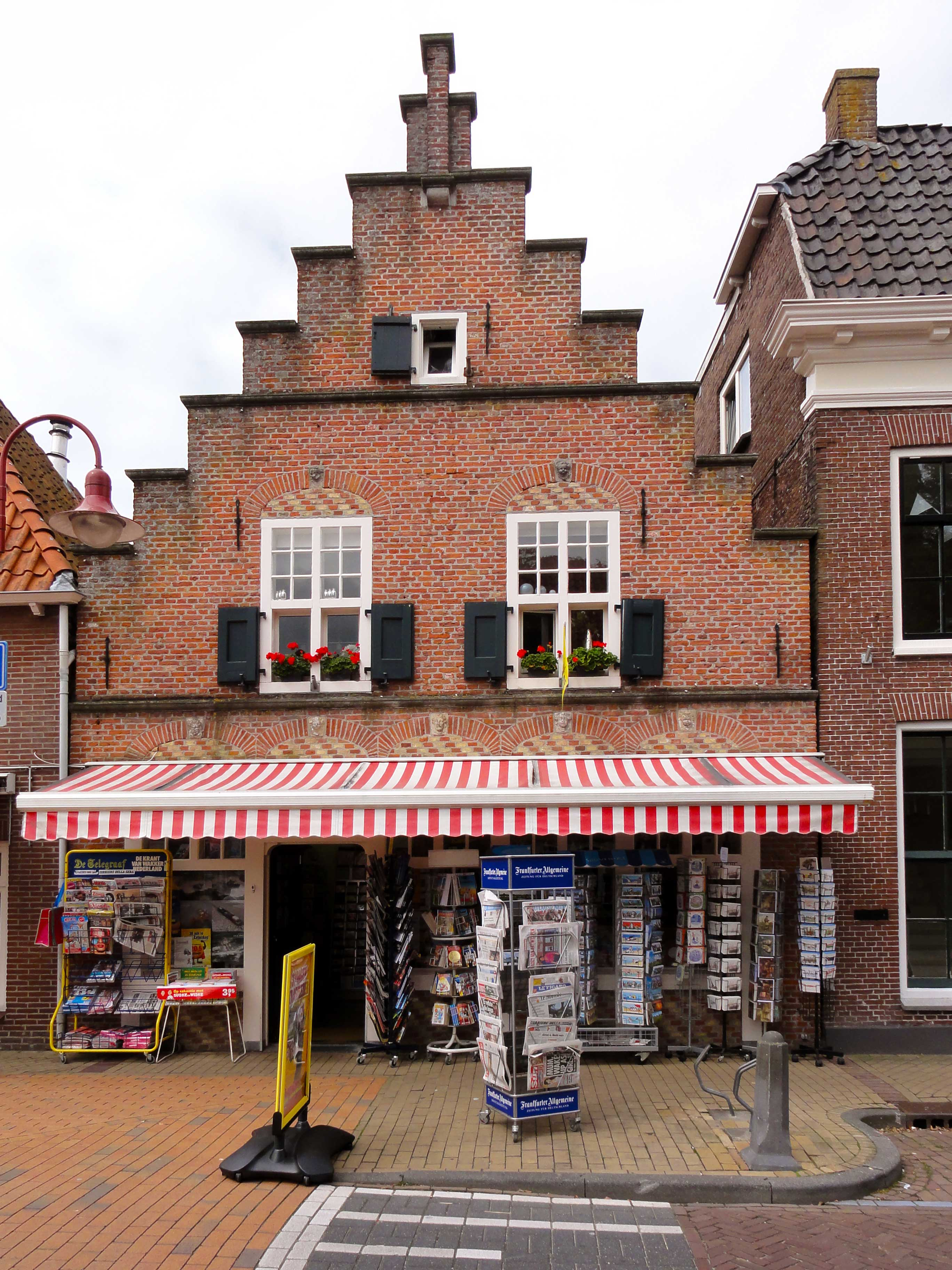
Makkum: edificio classificato come rijksmonument nella Kerkstraat di Makkum

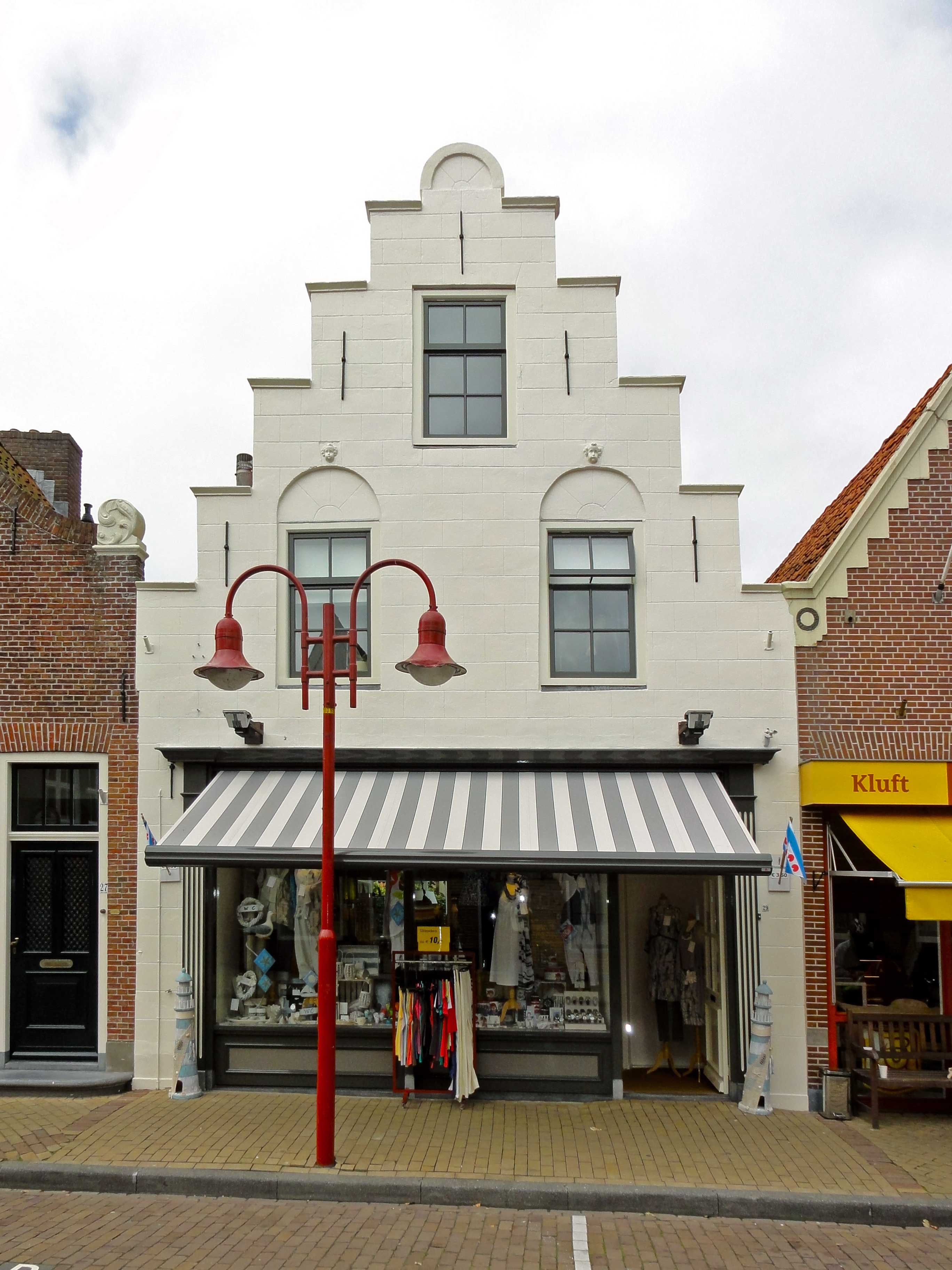
Makkum: altro edificio classificato come rijksmonument nella Kerkstraat di Makkum

Makkum è un villaggio di circa 3.500 abitanti del nord-est dei Paesi Bassi, situato lungo la costa sud-occidentale della Frisia  (quella che si affaccia sull'IJsselmeer, l'ex-Zuiderzee). Dal punto di vista amministrativo, si tratta di una frazione del comune di Súdwest-Fryslân; fino al 2010, ha fatto parte della municipalità soppressa di Wûnseradiel/Wonseradeel 
Antico porto peschereccio, il villaggio è famoso per la produzione di un particolare tipo di ceramica, simile a quella di Delft.

## Etimologia
Il toponimo Makkum, attestato anticamente come Maggenheim (X-XII secolo), Mackengum (XIII secolo) Mackhinghe (1379) e Mackum (1476) deriva dall'antico frisone e significa letteralmente "casa (hem) di Maggo/Makko".

## Geografia fisica

### Collocazione
Makkum è situato a circa 6 km a sud dell'uscita dall'Afsluitdijk, la Grande Diga e si trova tra le località di Harlingen e Workum (rispettivamente a sud della prima e a nord della seconda), a circa 18 km a nord di Hindeloopen e a circa 22 km ad ovest/nord-ovest di Sneek. Il villaggio non si affaccia direttamente sull'IJsselmeer, ma vi è collegato tramite un canale.
Di fronte al villaggio si trovano i Makkumerwaarden, un'area naturale.
|  |

### Suddivisione amministrativa
- Makkum
- Engwier[1]

## Storia
Makkum conobbe un grande sviluppo tra il XVII e il XVIII secolo come un importante centro commerciale. Le attività principali erano la pesca, la costruzione di barche e il commercio di mattoni, carta, olio, ecc.
Nel XIX secolo, però, con l'insabbiamento dello Zuiderzee, il ruolo commerciale del villaggio cadde in declino.

## Architettura
Il villaggio conta 57 edifici classificati come rijksmonumenten.

### Edifici e luoghi d'interesse

#### Koninklijke Tichelaar Makkum
Nel villaggio ha sede la Koninklijke Tichelaar Makkum, la più antica fabbrica per la produzione della ceramica dei Paesi Bassi, in attività sin dal 1572.

#### Doniakerk
Altro edificio d'interesse di Makkum è la Doniakerk, una chiesa risalente alla metà del XVII secolo

#### Waag
Nella piazza cittadina si trova il Waag, l'ex-pesa pubblica, che ospita il Fries Aardewerkmuseum, un museo dedicato alla produzione della ceramica frisone.

## Feste ed eventi
- Open NK Eiwerpen (in luglio)[1][10]